# Edgar Davis
Edgar Morrison Davis (Alton, 7 ottobre 1873 – Phoenix, 23 aprile 1927) è stato un golfista statunitense.

## Carriera
Davis partecipò al torneo individuale di golf ai Giochi olimpici di Saint Louis 1904, in cui giunse quarantaduesimo a pari merito con Campbell Brown e Henry Case.